# صبا عزيز
صبا عزيز (بالإنجليزية: Saba Aziz)‏ هي لاعب كرة مضرب باكستانية، ولدت في 26 نوفمبر 1988 في لاهور في باكستان.

## وصلات خارجية
- صبا عزيز على موقع رابطة محترفات التنس (الإنجليزية)
- صبا عزيز على موقع الاتحاد الدولي لكرة المضرب (الإنجليزية)
- صبا عزيز على موقع كأس بيلي جين كينغ (الإنجليزية)
- صبا عزيز على موقع خلاصة التنس.كوم (الإنجليزية)